# Maria Haydl
Maria Haydl (* 23. September 1910 in Arbegen; † 28. September 1969 in Hermannstadt, verh. Maria Hatzack) war eine rumäniendeutsche Schriftstellerin. Sie gehörte zur Minderheit der Siebenbürger Sachsen in Rumänien.

## Leben
Die Tochter eines Mathematiklehrers studierte, ohne einen Abschluss zu erwerben, an der Universität in Klausenburg und führte einen Laden in Hermannstadt, nachdem sie geheiratet hatte. Erst 1949 erwarb sie (nach der Scheidung) die Lehrbefähigung für die Grundschule und arbeitete danach als Lehrerin. Sie hatte zahlreiche literarische Kontakte in der siebenbürgischen deutschsprachigen Literaturszene (Ricarda Terschak, Wolf von Aichelburg, Joachim Wittstock und andere) und schrieb zahlreiche Volksstücke, die in Laienaufführungen gespielt wurden und später von siebenbürgischen Aussiedlern wiederentdeckt und aufgeführt wurden.

## Werke
- Andreas. Jugendroman, 1953
- Versäck din Gläck. Volksstück, 1968
- Und wonn hie dennich kit… Bühnenstücke, 2006
- Eine Truhe voll Kupferkreuzer. Prosa und Gedichte, 2008